# Корнінг (місто, Нью-Йорк)
Корнінг (англ. Corning) — місто (англ. city) в США, в окрузі Стубен штату Нью-Йорк. Населення — 10 551 особа (2020).

## Географія
Корнінг розташований за координатами 42°8′55″ пн. ш. 77°3′32″ зх. д. / 42.14861° пн. ш. 77.05889° зх. д. (42.148564, -77.058807).  За даними Бюро перепису населення США в 2010 році місто мало площу 8,45 км², з яких 7,99 км² — суходіл та 0,46 км² — водойми.

## Демографія
Згідно з переписом 2010 року, у місті мешкали 11 183 особи в 5080 домогосподарствах у складі 2619 родин. Густота населення становила 1324 особи/км².  Було 5519 помешкань (653/км²).
Расовий склад населення:
| - 91,8 % — білих - 3,2 % — чорних або афроамериканців - 1,8 % — азіатів - 0,3 % — корінних американців |

До двох чи більше рас належало 2,3 %. Частка іспаномовних становила 2,4 % від усіх жителів.
За віковим діапазоном населення розподілялося таким чином: 22,9 % — особи молодші 18 років, 62,6 % — особи у віці 18—64 років, 14,5 % — особи у віці 65 років та старші. Медіана віку мешканця становила 36,5 року. На 100 осіб жіночої статі у місті припадало 93,1 чоловіків;  на 100 жінок у віці від 18 років та старших — 89,8 чоловіків також старших 18 років.
Середній дохід на одне домашнє господарство  становив 66 017 доларів США (медіана — 51 022), а середній дохід на одну сім'ю — 77 737 доларів (медіана — 65 030). Медіана доходів становила 51 871 долар для чоловіків та 37 842 долари для жінок. За межею бідності перебувало 17,9 % осіб, у тому числі 29,0 % дітей у віці до 18 років та 9,9 % осіб у віці 65 років та старших.
Цивільне працевлаштоване населення становило 5658 осіб. Основні галузі зайнятості: освіта, охорона здоров'я та соціальна допомога — 24,6 %, виробництво — 21,5 %, мистецтво, розваги та відпочинок — 15,0 %, роздрібна торгівля — 9,9 %.